# That's All Right
"That's All Right" er en komposition fra 1946 af Arthur "Big Boy" Crudup.
Crudup indspillede oprindeligt sangen under titlen "I Don't Know It" og genindspillede den i 1949 under titlen "That's All Right (Mama)". Sangen fik dog kun beskeden udbredelse indtil 1954, hvor den blev genindspillet af Elvis Presley, nu under titlen "That's All Right".

## Elvis Presleys version
"That's All Right" var Elvis Presleys første professionelle pladeindspilning. Den blev indspillet under en to-dages session i studiet hos Sam Phillips i Sun Records i Memphis, som fandt sted i dagene 5. – 6. juli 1954. Det var Sam Phillips, der tog initiativet til denne session. Mange forskellige sange blev prøvet, men det lykkedes ikke rigtigt at ramme den sound, som han ønskede. Med i studiet sammen med Elvis var guitaristen Scotty Moore og bassisten Bill Black, der begge var kendte studiemusikere hos Sun.
Under en pause i optagelserne begyndte Elvis at klovne lidt med sangen "That's All Right", og de andre to fulgte med i klovnerierne. "That's All Right" kendte Elvis fra pladeindspilningen fra 1949 med Crudup, men Elvis og de to studiemusikere forsøgte sig nu med sangen i en langt mere rockende udgave, end den oprindelige. Sam Phillips optog dem på bånd, her var lige præcis den sound, som de havde søgt. Gruppen indspillede dernæst "Blue Moon of Kentucky" (Bill Monroe), og de to numre blev udsendt som single den 19. juli.
Tolv dage før, den 7. juli, blev "That's All Right" spillet for første gang i radioen. Det var på den lokale radiostation WHBQ, og det var dermed den lokale disc jockey, Dewey Phillips, der blev den første i verden, der spillede en Elvis-plade i radioen. Han var så begejstret for pladen, at han denne dag spillede den fjorten gange på sit program, og efter adskillige opringninger fra lytterne fik han samme aften hentet Elvis Presley ind til sit første radiointerview.
Elvis har gennem årene indspillet sangen på en lang række albums fra forskellige koncerter.

### That's All Right på CD
"That's All Right" findes på CD'en 2nd To None, som blev udsendt af RCA i 2003 som en naturlig opfølger på forrige års succesudgivelse ELV1S 30 #1 HITS.

## Andre kunstnere
"That's All Right" er indspillet af et utal af kunstnere, heriblandt Paul McCartney, Marty Robbins, Tyler Hilton (som en ung Elvis Presley i Johnny Cash-filmen Walk the Line), The Beatles, Rod Stewart, Canned Heat, Johnny Cash og Bob Dylan.

## Andet
"That's All Right" med Elvis Presley har rekorden som den ældste single, der nogensinde har været på førstepladsen af hitlisterne i USA, idet sangen i juli 2004 var nr. 1 på single-hitlisten.